# 波里亞金島
波里亞金島（英語：Poryadin Island），是南極洲的島嶼，處於哈斯韋爾島以南0.9公里，屬於哈斯韋爾群島的一部分，由澳大拉西亞探險隊發現和繪入地圖，現時由南極條約體系管理。